# Ben Amera
Ben Amera es el tercer monolito más grande del mundo. Se encuentra ubicado en Mauritania, cerca de la frontera con Sáhara Occidental. En las cercanías se encuentran otros monolitos de menores dimensiones, como el monolito Aicha. Ben Amera es uno de los atractivos principales en la ruta del tren que une Nouadhibou y Zouerate.